# Chelle-Spou
Chelle-Spou település Franciaországban, Hautes-Pyrénées megyében. Lakosainak száma 107 fő (2022. január 1.). Chelle-Spou Ozon, Artiguemy, Cieutat, Gourgue és Ricaud községekkel határos.

## Népesség
A település népességének változása:
| Lakosok száma | 116  | 118  | 119  | 119  | 116  | 113  | 110  | 109  | 107  |
|               | 2013 | 2015 | 2016 | 2017 | 2018 | 2019 | 2020 | 2021 | 2022 |